# Cyrtophora subacalypha
Cyrtophora subacalypha är en spindelart som först beskrevs av Simon 1882.  Cyrtophora subacalypha ingår i släktet Cyrtophora och familjen hjulspindlar. Inga underarter finns listade i Catalogue of Life.